# 久場雄太
久場 雄太（くば ゆうた、1984年8月13日 - ）は、日本の俳優。京都府京都市出身。所属事務所はアレ→現在はフリー。身長183cm。

## 出演

### 映画
- カントリーガール（2012年5月5日公開、監督：小林達夫） - チバ 役[2]
- 今日子と修一の場合（2013年10月5日公開、彩プロ、監督：奥田瑛二）- クボ 役[3]
- 検察側の罪人（2018年8月24日公開、東宝映画、監督：原田眞人） -  松倉(犯人・回想) 役
- 猫は抱くもの（2018年6月23日公開、 キノフィルムズ、監督：犬童一心）- 黒猫 役[4]
- 無頼（2020年12月12日公開、チッチオフィルム、監督：井筒和幸）- 五木 役[5]

### CM
- 丸亀製麺「牛とろ玉うどん / 肉を食べネバ篇」 演出/小島淳平（2017年）
- ユニバーサル・スタジオ・ジャパン「ヘンザップ・サマー2018」（2018年）
- Visa「New Normalでいこう / エア盆栽」（2018年）